# Helal Saeed
Helal Saeed (en árabe: هلال سعيد حميد سعيد آل سعيد‎; Al Ain, Emiratos Árabes Unidos, 12 de mayo de 1977) es un exfutbolista de los Emiratos Árabes Unidos que jugaba en la posición de centrocampista.

## Carrera

### Club
| Periodo   | Club         | Apariciones | Goles |
| --------- | ------------ | ----------- | ----- |
| 1996–2008 | Al-Ain FC    | 122         | 38    |
| 2008–2011 | Al-Jazira SC | 41          | 1     |
| 2011–2016 | Al-Ain FC    | 48          | 0     |

### Selección nacional
Jugó para Emiratos Árabes Unidos en 37 ocasiones de 2005 a 2009 y participó en la Copa Asiática 2007.

## Logros
- UAE Pro League (9): 1997–98, 1999–00, 2001–02, 2002–03, 2003–04, 2010-11, 2011–12, 2012–13, 2014–15
- Copa Presidente de Emiratos Árabes Unidos (6): 1998–99, 2000–01, 2004–05, 2005–06, 2010-11, 2013-14
- Copa de Liga de los Emiratos Árabes Unidos (1): 2009-10
- Supercopa de los Emiratos Árabes Unidos (3): 2003, 2012, 2015
- Copa Federación de los Emiratos Árabes Unidos (2): 2004-05, 2005-06
- Liga de Campeones de la AFC (1): 2003
- Copa de Clubes Campeones del Golfo (1): 2001